# Абел Шав'єр
Абел Луїш да Сілва Кошта Шав'єр (порт. Abel Luís da Silva Costa Xavier, нар. 30 листопада 1972, Нампула, Мозамбік) — португальський футболіст, що грав на позиції захисника. Виступав за національну збірну Португалії. По завершенні ігрової кар'єри — тренер. З 2016 року очолює тренерський штаб збірної Мозамбіку.
Володар Суперкубка УЄФА.

## Клубна кар'єра
У дорослому футболі дебютував 1990 року виступами за команду клубу «Ештрела», в якій провів три сезони, взявши участь у 85 матчах чемпіонату.
Своєю грою за цю команду привернув увагу представників тренерського штабу лісабонської «Бенфіки», до складу якого приєднався 1993 року. Відіграв за лісабонський клуб наступні два сезони своєї ігрової кар'єри. Більшість часу, проведеного у складі «Бенфіки», був основним гравцем захисту команди.
Згодом з 1995 по 2007 рік грав у складі команд клубів «Барі», «Реал Ов'єдо», ПСВ, «Евертон», «Ліверпуль», «Галатасарай», «Ганновер 96», «Рома» та «Мідлсбро». Протягом цих років виборов титул володаря Суперкубка УЄФА.
Завершив професійну ігрову кар'єру у клубі «Лос-Анджелес Гелаксі», за команду якого виступав протягом 2007—2009 років.

## Виступи за збірну
1993 року дебютував в офіційних матчах у складі національної збірної Португалії. Протягом кар'єри у національній команді, яка тривала 10 років, провів у формі головної команди країни лише 20 матчів, забивши 2 голи.
У складі збірної був учасником чемпіонату Європи 2000 року у Бельгії та Нідерландах, на якому команда здобула бронзові нагороди, чемпіонату світу 2002 року в Японії і Південній Кореї.

## Кар'єра тренера
Розпочав тренерську кар'єру, повернувшись до футболу після невеликої перерви, 2013 року, очоливши тренерський штаб клубу «Ольяненсі», де пропрацював з 2013 по 2014 рік.
Протягом тренерської кар'єри також очолював команди клубів «Фаренсе» та «Авеш».
З 2016 року очолює тренерський штаб збірної Мозамбіку.

## Досягнення
- Чемпіон Португалії:

«Бенфіка»: 1993-94
- Володар Суперкубка Нідерландів:

ПСВ: 1998
- Володар Кубка Футбольної ліги:

«Ліверпуль»: 2002-03
- Володар Суперкубка УЄФА:

«Ліверпуль»: 2001
- Чемпіон Європи (U-16): 1989
- Молодіжний чемпіон світу: 1991